# Barbovo, Muncaci
Barbovo (în ucraineană Барбово) este un sat în comuna Makarovo din raionul Muncaci, regiunea Transcarpatia, Ucraina.

## Demografie
Componența lingvistică a localității Barbovo
     Ucraineană (96,94%)
     Germană (1,69%)
     Alte limbi (1,37%)
Conform recensământului din 2001, majoritatea populației localității Barbovo era vorbitoare de ucraineană (96,94%), existând în minoritate și vorbitori de germană (1,69%).